# Socioambientalismo
O termo socioambientalismo é uma análise sociológica do pensamento ambientalista contra o consumismo e a degradação ambiental, segundo Eduardo Strucchi, presidente da ONG "Estamos preparados".

## Estrutura Política do Socioambientalismo
Socioambientalismo é baseado na democracia plena (direta e indireta) como elemento cíclico e contínuo de direitos e deveres. Sua organização preconiza a descentralização urbana (retorno ao campo) e a produção na esfera local, evitando os impactos e custos da distância. É socialdemocrata. Crê na transição do capitalismo para uma sociedade socioambientalista sem revoluções, pela reforma legislativa plena e gradual. Parte da afirmação da urgência do pensar um novo modelo de sociedade que venha a reincorporar os valores morais biológicos a partir do entendimento mais amplo do papel individual no processo de sustentabilidade.

## Estrutura Econômica do Socioambientalismo
É um sistema de organização para diminuição de gastos através da sustentabilidade local. Diminuindo o custo de vida, incentivando a não utilização da moeda. Sua base econômica é capitalista, mas desestimula o consumismo e o capital.
O socioambientalismo originou-se na ideia de políticas públicas ambientais envolvidas com as comunidades locais detentoras de conhecimentos e de práticas de caráter ambiental. O socioambientalismo permite desenvolver a sustentabilidade de maneira mais ampla, possibilitando que num país denominado pobre, com diferenças sociais, desenvolva-se a sustentabilidade social, além da sustentabilidade ambiental, de espécies e ecossistemas.
O socioambientalismo abrange uma ampla variedade de organizações não governamentais, movimentos sociais e sindicatos, que envolve a questão ambiental e social como uma dimensão de importante atuação.
Inclui-se também diversos movimentos sociais, tais como movimento de seringueiros, a interação com grupos ambientalistas permite-lhes elaborar o programa das reservas extrativistas, de relevância internacional depois do assassinato de Chico Mendes; os movimentos indígenas, a interação com grupos ambientalistas que abordam de forma mais ampla a questão da proteção ambiental de sua luta e pela demarcação de reservas; o movimento dos trabalhadores rurais sem-terra que em algumas regiões tem avançado em direção à reforma agroecológica, e os setores dos movimentos de moradores que têm incorporado a proteção ambiental através de diversos mecanismos (questionamento de fábricas poluidoras, demanda de saneamento básico ao poder público, mutirões para cuidado de áreas verdes e limpeza de córregos e lagoas; entre outros movimentos), estudando a problemática e os impactos oriundos do atual projeto de desenvolvimento.